# 罗德里戈·本坦库尔
罗德里戈·本坦库尔·科尔曼（西班牙語：Rodrigo Bentancur Colmán，發音：[roˈðɾiɣo βentaŋˈkur]；1997年6月5日—），是一名烏拉圭職業足球運動員，現時效力於英超球隊熱刺和烏拉圭國家足球隊。司職中場。

## 俱乐部生涯
博卡青年
本坦库尔来自于博卡青年青训营。 2015年4月12日，他在与新芝加哥竞技俱乐部的联赛比赛中为俱乐部首次亮相，他在77分钟后替补登场。
2015年7月13日，本坦库尔作为重返博卡青年队交易的一部分，尤文图斯得到了他的优先签约权。本坦库尔当时的身价为940万欧元。尤文图斯的首席执行官朱塞佩·马洛塔后来证实，尤文图斯将在2017年行使其优先签约权签下本坦库尔。他于2017年4月3日抵达都灵，并在同一天完成体检。2017年4月21日，尤文图斯完成了对本坦库尔的收购，签署了为期五年的协议，转会费为950万欧元，另外还有基于绩效的奖金。博卡青年还有权获得尤文图斯为本坦库尔任何未来转会费的50％。本坦库尔随后返回阿根廷，与博卡青年队一起参加2016-17赛季剩下的比赛。
尤文图斯
本坦库尔于2017年7月1日正式成为祖雲達斯的球员，此前俱乐部于2017年4月激活了签下他的选项，此协议将使他在俱乐部待到2022年。他于2017年8月26日首次亮相俱乐部，作为替补队员在意甲联赛中以4-2击败热那亚队。
熱刺
2022年1月31日，本坦庫爾與英超俱樂部托特納姆熱刺簽訂了一份為期三年半的合約，轉會費為1900萬歐元，根據獎金，可能會增加到2500萬歐元。

## 国家队生涯
本坦库尔于2017年10月5日首次亮相国际比赛，在乌拉圭客场对阵委内瑞拉队的2018世界杯预选赛中替补出场。
2018年5月，本坦库尔进入了乌拉圭备战世界杯初选26人名单。他后来又进入了球队的最终23人名单出征俄罗斯。
2022年2月1日，本坦庫爾在對陣委內瑞拉的2022年世界盃外圍賽中踢進在國家隊的首球。

## 職業生涯數據

### 國家隊進球
最後更新：2022年2月1日
| #  | 日期       | 比賽場地                   | 對手     | 比分 | 賽果 | 賽事               |
| -- | ---------- | -------------------------- | -------- | ---- | ---- | ------------------ |
| 1. | 2022.02.01 | 烏拉圭, 蒙特維多, 世紀球場 | 委內瑞拉 | 1-0  | 4-1  | 2022年世界盃外圍賽 |

## 榮譽
博卡青年
- 阿根廷足球甲級聯賽冠軍：2015-16赛季、2016-17賽季
- 阿根廷杯冠軍：2014-15賽季

 尤文图斯
- 義甲联赛冠军：2017-18, 2018–19, 2019–20赛季
- 意大利杯冠军：2017-18、2020–21[10]賽季
- 義大利超級盃冠軍：2018、2020年

 热刺
- 欧洲联赛冠軍：2024–25年

乌拉圭U20青年队
- 南美洲青年足球竞标赛冠军：2017

## 外部連結
- Soccerway資料庫：罗德里戈·本坦库尔